# Списак градских насеља у Србији
По важећем Закону о територијалној организацији Републике Србије појам града се односи, искључиво, на тип јединице локалне самоуправе. У Србији се при одређивању статуса градских и осталих насеља користи од пописа становништва 1981. године административно-правни критеријум, по коме се насеља законским прописима проглашавају за градска; по тој дихотомној подели имамо градска насеља (не градове) и остала насеља (не села). По пописима становништва 1953, 1961. и 1971. године постојала је трихотомна подела насеља на основу комбинованог, демографско - статистичког, критеријума у односу броја становника насеља и процентуалног учешћа непољопривредног становништва. На тим пописима су постојала сеоска, мешовита и градска насеља. Градска насеља су могла имати најмање 2.000 становника и то само уколико су поред тога имали и преко 90% непољопривредног становништва. Ову трихотомну поделу је увео демограф Милош Мацура.
|  |  |  |  |  |  |  |  |  |  |  |  |  |  |  |  |  |  |  |  |  |  |  |  |  |  |  |  |  |  |

### А
- Ада - број становника 2011: 9.564
- Александровац - број становника 2011: 6.228
- Алексинац - број становника 2011: 16.685
- Алексиначки Рудник - број становника 2011: 1.298
- Алибунар - број становника 2011: 2.883
- Апатин - број становника 2011: 17.411
- Аранђеловац - број становника 2011: 24.580
- Ариље - број становника 2011: 6.763

|  |  |  |  |  |  |  |  |  |  |  |  |  |  |  |  |  |  |  |  |  |  |  |  |  |  |  |  |  |  |

### Б
- Бабушница - број становника 2011: 4.601
- Баточина - број становника 2011:5.894
- Бајина Башта - број становника 2011: 9.148
- Бајмок - број становника 2011: 7.414
- Баљевац - број становника 2011: 1.494
- Банатски Карловац - број становника 2011: 5.082
- Бања Ковиљача - број становника 2011: 6.340
- Бач - број становника 2011: 5.399
- Бачка Паланка - број становника 2011: 28.239
- Бачка Топола - број становника 2011: 14.573
- Бачки Јарак - број становника 2011: 5.687
- Бачки Петровац - број становника 2011: 6.155
- Бегеч - број становника 2011: 3.350
- Белановица - број становника 2011: 199
- Бела Паланка - број становника 2011: 8.143
- Бела Црква - број становника 2011: 9.080
- Бели Поток - број становника 2011: 3.574
- Бело Поље - број становника 2011: 508
- Батајница - број становника 2011: 48.600
- Београд - број становника 2011: 1.166.763
- Беочин - број становника 2011: 7.839
- Бечеј - број становника 2011: 23.895
- Блаце - број становника 2011: 5.253
- Богатић - број становника 2011: 7.113
- Бојник - број становника 2011: 3.100
- Бољевац - број становника 2011: 3.333
- Бор - број становника 2011: 34.165
- Борча - број становника 2011: 46.086
- Босилеград - број становника 2011: 2.624
- Брза Паланка - број становника 2011: 855
- Брус - број становника 2011: 4.635
- Бујановац - број становника 2011: 12.011

|  |  |  |  |  |  |  |  |  |  |  |  |  |  |  |  |  |  |  |  |  |  |  |  |  |  |  |  |  |  |

### В
- Ваљево - број становника 2011: 59.073
- Велика Плана - број становника 2011: 16.078
- Велико Градиште - број становника 2011: 5.825
- Владичин Хан - број становника 2011: 8.030
- Власотинце - број становника 2011: 15.882
- Врање - број становника 2011: 55.138
- Врањска Бања - број становника 2011: 5.332
- Врбас - број становника 2011: 24.112
- Врњачка Бања - број становника 2011: 10.065
- Вршац - број становника 2011: 36.040
- Вучје - број становника 2011: 2.865

|  |  |  |  |  |  |  |  |  |  |  |  |  |  |  |  |  |  |  |  |  |  |  |  |  |  |  |  |  |  |

### Г
- Горњи Милановац - број становника 2011: 24.216
- Грделица - број становника 2011: 2.136
- Гроцка - број становника 2011: 8.233
- Гуча - број становника 2011: 1.755

|  |  |  |  |  |  |  |  |  |  |  |  |  |  |  |  |  |  |  |  |  |  |  |  |  |  |  |  |  |  |

### Д
- Деспотовац - број становника 2011: 4.197
- Дивчибаре - број становника 2011: 134
- Димитровград - број становника 2011: 6.278
- Добановци - број становника 2011: 7.928
- Доњи Милановац - број становника 2011: 2.410

|  |  |  |  |  |  |  |  |  |  |  |  |  |  |  |  |  |  |  |  |  |  |  |  |  |  |  |  |  |  |

### Ж
- Жабаљ - број становника 2011: 9.161
- Житиште - број становника 2011: 2.898

|  |  |  |  |  |  |  |  |  |  |  |  |  |  |  |  |  |  |  |  |  |  |  |  |  |  |  |  |  |  |

### З
- Зајечар - број становника 2011: 38.165
- Златибор - број становника 2011: 2.821
- Зрењанин - број становника 2011: 76.511

|  |  |  |  |  |  |  |  |  |  |  |  |  |  |  |  |  |  |  |  |  |  |  |  |  |  |  |  |  |  |

### И
- Ивањица - број становника 2011: 11.715
- Инђија - број становника 2011: 26.025
- Ириг - број становника 2011: 4.415

|  |  |  |  |  |  |  |  |  |  |  |  |  |  |  |  |  |  |  |  |  |  |  |  |  |  |  |  |  |  |

### Ј
- Јагодина - број становника 2011: 37.282
- Јаша Томић - број становника 2011: 2.382
- Јошаничка Бања - број становника 2011: 1.096

|  |  |  |  |  |  |  |  |  |  |  |  |  |  |  |  |  |  |  |  |  |  |  |  |  |  |  |  |  |  |

### К
- Кањижа - број становника 2011: 9.871
- Качарево - број становника 2011: 7.100
- Кикинда - број становника 2011: 38.065
- Кладово - број становника 2011: 8.869
- Књажевац - број становника 2011: 18.404
- Ковачица - број становника 2011: 6.259
- Ковин - број становника 2011: 13.499
- Косјерић - број становника 2011: 3.992
- Костолац - број становника 2011: 9.569
- Крагујевац - број становника 2011: 150.835
- Краљево - број становника 2011: 64.175
- Крупањ - број становника 2011: 4.429
- Крушевац - број становника 2011: 58.745
- Кула - број становника 2011: 17.866
- Куршумлија - број становника 2011: 13.200
- Куршумлијска Бања - број становника 2011: 106
- Кучево - број становника 2011: 3.944

|  |  |  |  |  |  |  |  |  |  |  |  |  |  |  |  |  |  |  |  |  |  |  |  |  |  |  |  |  |  |

### Л
- Лазаревац - број становника 2011: 25.526
- Лајковац - број становника 2011: 3.203
- Лапово – број становника 2011: 7.143
- Лебане - број становника 2011: 9.272
- Лесковац - број становника 2011: 65.289
- Лозница - број становника 2011: 19.212
- Лучани - број становника 2011: 3.387

|  |  |  |  |  |  |  |  |  |  |  |  |  |  |  |  |  |  |  |  |  |  |  |  |  |  |  |  |  |  |

### Љ
- Љиг - број становника 2011: 3.226

|  |  |  |  |  |  |  |  |  |  |  |  |  |  |  |  |  |  |  |  |  |  |  |  |  |  |  |  |  |  |

### М
- Мајданпек - број становника 2011: 7.699
- Мали Зворник – број становника 2011: 4.407
- Матарушка Бања - број становника 2011: 2.950
- Мачванска Митровица - број становника 2011: 3.873
- Медвеђа - број становника 2011: 2.860
- Мионица - број становника 2011: 1.571
- Младеновац – број становника 2011: 23.609
- Мол - број становника 2011: 6.009

|  |  |  |  |  |  |  |  |  |  |  |  |  |  |  |  |  |  |  |  |  |  |  |  |  |  |  |  |  |  |

### Н
- Неготин – број становника 2011: 16.882
- Ниш - број становника 2011: 260.237
- Нишка Бања - број становника 2011: 4.380
- Нова Варош – број становника 2011: 8.795
- Нови Бечеј - број становника 2011: 13.133
- Нови Кнежевац - број становника 2011: 6.960
- Нови Пазар - број становника 2011: 66.527
- Нови Сад - број становника 2011: 231.798

|  |  |  |  |  |  |  |  |  |  |  |  |  |  |  |  |  |  |  |  |  |  |  |  |  |  |  |  |  |  |

### О
- Обреновац – број становника 2011: 25.429
- Овча - број становника 2011: 2.718
- Опово - број становника 2011: 4.527
- Остружница - број становника 2011: 4.132
- Оџаци - број становника 2011: 8.811

|  |  |  |  |  |  |  |  |  |  |  |  |  |  |  |  |  |  |  |  |  |  |  |  |  |  |  |  |  |  |

### П
- Палић - број становника 2011: 7.771
- Панчево - број становника 2011: 76.203
- Параћин - број становника 2011: 25.104
- Петроварадин - број становника 2011: 14.810
- Петровац - број становника 2011: 7.447
- Пећ - број становника: 48.962
- Пећани - број становника 2011: 559
- Пиносава - број становника 2011: 3.136
- Пирот - број становника 2011: 38.432
- Подујево - број становника 2011: 23.453
- Пожаревац - број становника 2011: 44.183
- Пожега – број становника 2011: 13.153
- Прибој - број становника 2011: 14.015
- Пријепоље – број становника 2011: 13.330
- Приштина - број становника 2011: 198.214
- Призрен - број становника 2011: 121.000
- Прокупље - број становника 2011: 27.333

|  |  |  |  |  |  |  |  |  |  |  |  |  |  |  |  |  |  |  |  |  |  |  |  |  |  |  |  |  |  |

### Р
- Раља - бриј становника 2011: 2.931
- Рача - број становника 2011: 2.595
- Рашка – број становника 2011: 6.574
- Ресавица - број становника 2011: 2.002
- Рибница - број становника 2011: 1.624
- Рудовци - број становника 2011: 1.572
- Рума - број становника 2011: 30.076
- Руцка - број становника 2011: 316

|  |  |  |  |  |  |  |  |  |  |  |  |  |  |  |  |  |  |  |  |  |  |  |  |  |  |  |  |  |  |

### С
- Свилајнац - број становника 2011: 9.198
- Сврљиг - број становника 2011: 7.553
- Севојно - број становника 2011: 7.100
- Сента - број становника 2011: 18.704
- Сијаринска Бања - број становника 2011: 376
- Сјеница - број становника 2011: 13.056
- Смедерево - број становника 2011: 64.175
- Смедеревска Паланка - број становника 2011: 23.601
- Сокобања - број становника 2011: 7.982
- Сомбор - број становника 2011: 47.623
- Сопот - број становника 2011: 1.887
- Србобран - број становника 2011: 12.009
- Сремска Каменица - број становника 2011: 12.273
- Сремска Митровица - број становника 2011: 37.751
- Сремски Карловци - број становника 2011: 8.722
- Стара Пазова - број становника 2011: 18.602
- Старчево - број становника 2011: 7.473
- Суботица - број становника 2011: 97.910
- Сурдулица - број становника 2011: 10.888
- Сурчин - број становника 2011: 17.356

|  |  |  |  |  |  |  |  |  |  |  |  |  |  |  |  |  |  |  |  |  |  |  |  |  |  |  |  |  |  |

### Т
- Темерин - број становника 2011: 19.661
- Тител - број становника 2011: 5.294
- Топола - број становника 2011: 4.973
- Трстеник - број становника 2011: 15.282
- Тутин - број становника 2011: 10.094

|  |  |  |  |  |  |  |  |  |  |  |  |  |  |  |  |  |  |  |  |  |  |  |  |  |  |  |  |  |  |

### Ћ
- Ћићевац - број становника 2011: 4.667
- Ћуприја - број становника 2011: 19.471

|  |  |  |  |  |  |  |  |  |  |  |  |  |  |  |  |  |  |  |  |  |  |  |  |  |  |  |  |  |  |

### У
- Уб - број становника 2011: 6.191
- Ужице - број становника 2011: 52.646
- Умка - број становника 2011: 5.103
- Уљма - број становника 2002: 3.923

|  |  |  |  |  |  |  |  |  |  |  |  |  |  |  |  |  |  |  |  |  |  |  |  |  |  |  |  |  |  |

### Ф
- Футог - број становника 2011: 18.641

|  |  |  |  |  |  |  |  |  |  |  |  |  |  |  |  |  |  |  |  |  |  |  |  |  |  |  |  |  |  |

### Ц
- Црвенка - број становника 2011: 9.001
- Црна Трава - број становника 2011: 434

|  |  |  |  |  |  |  |  |  |  |  |  |  |  |  |  |  |  |  |  |  |  |  |  |  |  |  |  |  |  |

### Ч
- Чајетина - број становника 2011: 3.342
- Чачак - број становника 2011: 73.331
- Чока - број становника 2011: 4.028
- Челарево - број становника 2011: 4.831

|  |  |  |  |  |  |  |  |  |  |  |  |  |  |  |  |  |  |  |  |  |  |  |  |  |  |  |  |  |  |

### Ш
- Шабац - број становника 2011: 53.919
- Шид - број становника 2011: 14.893

### Градска насеља на Косову и Метохији
У списку се налазе званични резултати пописа становништва 2011. године на Косову и Метохији (већи део српског становништва је бојкотовао попис).
- Бања - број становника 2011: 1.360
- Витина - број становника 2011: 4.924
- Вучитрн - број становника 2011: 26.964
- Глоговац - број становника 2011: 6.143
- Гњилане - број становника 2011: 54.239
- Дечани - број становника 2011: 3.803
- Драгаш - број становника 2011: 1.098
- Ђаковица - број становника 2011: 40.827
- Звечан - број становника 1991: 3.261
- Исток - број становника 2011: 5.115
- Качаник - број становника 2011: 10.393
- Клина - број становника 2011: 5.542
- Косово Поље - број становника 2011: 12.919
- Косовска Каменица - број становника 2011: 7.331
- Косовска Митровица - број становника 2011: 46.230
- Лепосавић - број становника 2004: 6.968
- Лешак - број становника 2004: 2.180
- Липљан - број становника 2011: 6.870
- Обилић - број становника 2011: 6.864
- Ораховац - број становника 2011: 15.892
- Пећ - број становника 2011: 48.962
- Подујево - број становника 2011: 23.453
- Призрен - број становника 2011: 85.119
- Приштина - број становника 2011: 145.149
- Сува Река - број становника 2011: 10.422
- Урошевац - број становника 2011: 42.628

## Насеља која су од 1948 до 1981. године имала статус градских насеља и разлози за губљење статуса
- Бајмок - губи статус градског насеља због промене критеријума 1981. године.
- Батајница - изгубила статус самосталног насеља, сада део Београда.
- Бежанија - изгубила статус самосталног насеља, сада део Београда.
- Белошевац - изгубио статус самосталног насеља, сада део Крагујевца.
- Бешка - губи статус градског насеља због промене критеријума 1981. године.
- Бивоље - већи део насеља припојен граду Крушевцу почетком 80-их, а део који је остао самостално место губи статус градског насеља.
- Велики Белаћевац - губи статус градског насеља због промене критеријума 1981. године.
- Велики Мокри Луг - изгубио статус самосталног насеља, сада део Београда.
- Ветерник - губи статус градског насеља због промене критеријума 1981. године.
- Вишњица - изгубила статус самосталног насеља, сада део Београда.
- Војловица - изгубила статус самосталног насеља, сада део Панчева.
- Врдник - губи статус градског насеља због промене критеријума 1981. године.
- Доња Грабовица - изгубио статус самосталног насеља, сада део Ваљева.
- Горња Топоница - губи статус градског насеља због промене критеријума 1981. године.
- Градац - изгубио статус самосталног насеља, сада део Ваљева.
- Грачаница - губи статус градског насеља због промене критеријума 1981. године.
- Грљан - губи статус градског насеља због промене критеријума 1981. године.
- Жарково - изгубило статус самосталног насеља, сада део Београд.
- Железник - изгубио статус самосталног насеља, сада део Београд.
- Звечка - губи статус градског насеља због промене критеријума 1981. године.
- Јабука - губи статус градског насеља због промене критеријума 1981. године.
- Јајинци - изгубили статус самосталног насеља, сада део Београда.
- Јањево - губи статус градског насеља због промене критеријума 1981. године.
- Кличевац - изгубио статус самосталног насеља, сада део Ваљева.
- Клупци - губи статус градског насеља због промене критеријума 1981. године.
- Кнежевац - изгубио статус самосталног насеља, сада део Београда.
- Коловрат - изгубио статус самосталног насеља, сада део Пријепоља.
- Крњача - изгубила статус самосталног насеља, сада део Београда.
- Кумодраж - изгубио статус самосталног насеља, сада део Београда.
- Лазарица - већи део насеља припојен граду Крушевцу почетком 80-их, а део који је остао самостално место губи статус градског насеља.
- Лозничко Поље - губи статус градског насеља због промене критеријума 1981. године.
- Љубић - већи део насеља припојен насељу Чачак почетком 90-их, а део који је остао самостално место губи статус градског насеља.
- Мали Мокри Луг - изгубио статус самосталног насеља, сада део Београда.
- Мало Головоде - већи део насеља припојен граду Крушевцу почетком 80-их, а део који је остао самостално место губи статус градског насеља.
- Малошиште - губи статус градског насеља због промене критеријума 1981. године.
- Медошевац - губи статус градског насеља због промене критеријума 1981. године.
- Миријево - изгубило статус самосталног насеља, сада део Београда.
- Мужља - изгубила статус самосталног насеља, сада део Зрењанина.
- Нова Пазова - губи статус градског насеља због промене критеријума 1981. године.
- Пригревица - губи статус градског насеља због промене критеријума 1981. године.
- Равна Река - губи статус градског насеља због промене критеријума 1981. године.
- Ресник - изгубио статус самосталног насеља, сада део Београда.
- Рипањ - губи статус градског насеља због промене критеријума 1981. године.
- Сивац - губи статус градског насеља због промене критеријума 1981. године.
- Станово - изгубило статус самосталног насеља, сада део Крагујевца.
- Теферич - изгубио статус самосталног насеља, сада део Крагујевца.
- Трбушани - већи део насеља припојен насељу Чачак почетком 90-их, а део који је остао самостално место губи статус градског насеља.
- Челарево - губи статус градског насеља због промене критеријума 1981. године.

## Остала насеља која немају статус градских насеља, а имају више од 5.000 становника
- Барајево - број становника 2011: 9.158
- Рипањ - број становника 2011: 11.088
- Болеч - број становника 2011: 6.410
- Винча - број становника 2011: 6.779
- Врчин - број становника 2011: 9.088
- Калуђерица - број становника 2011: 26.904
- Лештане - број становника 2011: 10.473
- Јаково - број становника 2011: 6.393
- Угриновци - број становника 2011: 10.807
- Барич - број становника 2011: 6.918
- Звечка - број становника 2011: 6.350
- Падинска Скела - број становника 2011: 9.263
- Сремчица - број становника 2011: 21.001
- Стара Моравица - број становника 2011: 5.051
- Бајмок - број становника 2011: 7.414
- Чантавир - број становника 2011: 6.591
- Меленци - број становника 2011: 5.982
- Ново Милошево - број становника 2011: 6.020
- Хоргош - број становника 2011: 5.709
- Мокрин - број становника 2011: 5.270
- Падина - број становника 2011: 5.531
- Банатско Ново Село - број становника 2011: 6.686
- Долово - број становника 2011: 6.146
- Јабука - број становника 2011: 6.181
- Омољица - број становника 2011: 6.309
- Кљајићево - број становника 2011: 5.045
- Бачко Градиште - број становника 2011: 5.110
- Бачко Петрово Село - број становника 2011: 6.350
- Ђурђево - број становника 2011: 5.092
- Чуруг - број становника 2011: 8.166
- Ветерник - број становника 2011: 17..454
- Каћ - број становника 2011: 11.740
- Кисач - број становника 2011: 5.091
- Ковиљ - број становника 2011: 5.414
- Руменка - број становника 2011: 6.495
- Бешка - број становника 2011: 5.783
- Лаћарак - број становника 2011: 10.638
- Нова Пазова - број становника 2011: 17.105
- Нови Бановци - број становника 2011: 9.453
- Стари Бановци - број становника 2011: 5.954
- Богатић - број становника 2011: 6.488
- Клупци - број становника 2011: 7.112
- Лозничко Поље - број становника 2011: 7.556
- Мајур - број становника 2011: 7.031
- Поцерски Причиновић - број становника 2011: 6.465
- Баточина - број становника 2011: 5.804
- Доња Врежина - број становника 2011: 6.758
- Велики Трновац - број становника 2002: 6.762
- Прешево - број становника 2002: 13.426
- Дамјане - број становника 2011: 5.133 (Косово и Метохија)
- Бресје - број становника 2011: 5.596 (Косово и Метохија)
- Доње Жабаре - број становника 2011: 7.394 (Косово и Метохија)
- Јуник - број становника 1991: 6.053 (Косово и Метохија)
- Витомирица - број становника 2011: 5.409 (Косово и Метохија)
- Ајвалија - број становника 2011: 7.391 (Косово и Метохија)
- Матичане - број становника 2011: 13.876 (Косово и Метохија)
- Кориша - број становника 2011: 5.279 (Косово и Метохија)
- Љубижда - број становника 2011: 5.982 (Косово и Метохија)
- Душаново - број становника 2011: 9.398 (Косово и Метохија)
- Жур - број становника 2011: 5.909 (Косово и Метохија)
- Србица - број становника 2011: 6.612 (Косово и Метохија)
- Штимље - број становника 2011: 7.255 (Косово и Метохија)
- Мамуша - број становника 2011: 5.507 (Косово и Метохија)